# 余政鴻
余政鴻（1978年11月19日—），台湾演员，戲劇科班出身， 1995年以模特兒廣告、服裝秀出道，並開始主持節目及參與戲劇演出。25歲暫別演藝圈做生意十餘年。目前以戲劇、主持、電影、歌唱發展。

## 影視作品
| 年份   | 頻道       | 劇名                                   | 角色           |
| 2000年 | 華視       | 《台灣靈異事件》第95單元：第六感生死戀 | 何中興         |
| 2002年 | 民視       | 《真情檔案》第1單元：火柴之戀          | 男朋友         |
| 2012年 | 民視       | 《廉政英雄》第18單元：玩命救援         | 庫馬           |
| 2012年 | 民視       | 《風水世家》                           | 楊安           |
| 2014年 | 中視       | 《月亮上的幸福》                       | 蔡彥廷         |
| 2014年 | 大愛電視台 | 《頂坡角上的家》                       | 丁大源         |
| 2014年 | 民視       | 《廉政英雄》第29單元：手足             | 牛億萬         |
| 2014年 | 民視       | 《嫁妝》                               | 銀行經理       |
| 2015年 | 大愛電視台 | 《月娘》                               | 林瑋德         |
| 2016年 | 大愛電視台 | 《愛的人生路》                         | 王武雄         |
| 2016年 | 大愛電視台 | 《我家的方程式》                       | 邱志生         |
| 2017年 | 大愛電視台 | 《稻香家味》                           | 林清森         |
| 2017年 | 民視       | 《春花望露》                           | 林天海（海哥） |
| 2017年 | 大愛電視台 | 《奔跑吧！阿飛》                       | 陳建州         |
| 2017年 | 民視       | 《幸福來了》                           | 王金勝         |
| 2017年 | 大愛電視台 | 《我綿一家人》                         | 陳工頭         |
| 2018年 | 民視       | 《實習醫師鬥格》                       | 王喬治         |
| 2021年 | 民視       | 《日蝕遊戲》                           | 王耀陽         |
| 2021年 | 民視       | 《黃金歲月》                           | 張經理         |
| 2024年 | 民視       | 《好運來》                             | 高海生         |

### 微電影
- 2013年12月3日─明昌國際工業公司，飾演：張大維
- 2014中國央視微電影「勇敢愛」從30歲的上班族演到80歲的老年人
- 2017年─茶時

### 電影
- 2017年─大陸電影《神探俏佳人》
- 2022年-大陸院線電影《春香》
- 2024年-台灣院線電影《桌頭》

## 綜藝節目
- 2013年2月17日─綜藝大集合
- 2013年11月28日─流行新勢力
- 2016年2月2日─我是省電俠
- 2016年美鳳有約美食特派員外景主持人
- 2017年愛妮雅舞力全開明星舞王舞后爭霸賽

### 專訪
- 2013年─Yahoo奇摩名人娛樂 新人余政鴻曾是羅志祥同學 靠批發闖岀一片天 （页面存档备份，存于）

### MV
- 2000年TVBS于台煙的音樂愛情故事
- 蔡依林─THE ROSE

## 廣告
- 2001年─宏國建設
- 2001年─奇士美口紅
- 2001年─乖乖夾心米菓
- 2003年─《依飾金》平面廣告代言人

## 公益活動&見面會
- 2013年8月17日-阿達阿永天使心做公益（中和瑞田樂活園遊會）
- 2013年9月7日-2013愛你一生做公益很簡單活動（基隆長庚醫院與家扶中心）
- 2013年12月14日-宜蘭羅東「愛傳遞•零距離  支持植物人  到宅服務車」愛心餐會
- 2014年7月27日-大愛劇場《頂坡角上的家》桃園見面會

## 外部連結
- 余政鴻 個人臉書
- 余政鴻 個人微博 （页面存档备份，存于）
- 余政鴻JerryYu粉絲團（余政鴻本人管理） （页面存档备份，存于）
- 余政鴻 - 鳳凰藝能股份有限公司 （页面存档备份，存于）

1. ↑  戴淑芳. . 中華日報. 2024-11-05  [2024-11-06].